# Evelyn Ashford
Evelyn Ashford, ameriška atletinja, * 15. april 1957, Shreveport, Louisiana, ZDA.
Evelyn Ashford je nastopila na poletnih olimpijskih igrah v letih 1976 v Montrealu, 1984 v Los Angelesu, 1988 v Seulu in 1992 v Barceloni, igre leta 1980 v Moskvi pa je morala zaradi bojkota izpustiti. Na igrah leta 1984 je osvojila naslova olimpijske prvakinje v teku na 100 m in v štafeti 4×100 m, leta 1988 je s štafeto ubranila naslov olimpijske prvakinje, v teku na 100 m pa je bila srebrna, leta 1992 pa je še tretjič zapored postala olimpijska prvakinja v štafeti 4×100 m. Leta 1979 je zmagala na panameriških igrah v teku na 100 m in 200 m. 3. julija 1983 je s časom 10,79 s postavila nov svetovni rekord v teku na 100 m, 22. avgusta 1984 ga je še izboljšala na 10,76 s. Veljal je do julija 1988, ko je aktualni rekord postavila Florence Griffith-Joyner. V letih 1981 in 1984 je bila izbrana za atletinjo leta.